# Оахака де Хуарес
Вижте пояснителната страница за други значения на Оахака.
Оахака де Хуарес (на испански: Oaxaca de Juárez) е град в Южно Мексико, столица на щат Оахака.
Разположен е в плодородната долина Оахака на 1550 m надморска височина.
Населението на града е 255 029 души (по данни от 2010 г.).

## Личности
Родени в Оахака
- Порфирио Диас (1830 – 1915), политик

Други личности, свързани с Оахака
- Бенито Хуарес (1806 – 1872), политик, живее в града през 1818 – 1853